# Войнишка
Войнѝшка е село в Северна България, община Севлиево, област Габрово.

## География
Село Войнишка се намира на около 25 km западно от центъра на град Габрово и 21 km юг-югозападно от град Севлиево. Разположено е в Черновръшкия рид, по северния долинен склон на река Негойчевица, ляв приток на река Росица, в близко съседство на юг със село Кръвеник. Надморската височина в селото има стойности между около 530 m в южната му част и 640 m – в североизточната.
Село Войнишка има пътна връзка на юг в село Кръвеник с третокласния републикански път III-6072, а на запад – с общинския път GAB1165, водещ на север към Севлиево, а на юг – към Априлци.

## История
През 1978 г. дотогавашното населено място махала Войнишка придобива статута на село.

## Население
Населението на Войнишка наброява 692 души при преброяването към 1934 г. и намалява до 70 към 1992 г., наброява 46 души (по текущата демографска статистика за населението) към 2019 г.
Преброяване на населението през 2011 г.
Численост и дял на етническите групи според преброяването на населението през 2011 г.:
|                     | Численост | Дял (в %) |
| Общо                | 72        | 100,00    |
| Българи             | 38        | 52,77     |
| Турци               | 0         | 0,00      |
| Цигани              | 0         | 0,00      |
| Други               | 0         | 0,00      |
| Не се самоопределят | 0         | 0,00      |
| Неотговорили        | 32        | 44,44     |